# Sobiesęki Pierwsze
Sobiesęki Pierwsze est une localité polonaise de la gmina de Szczytniki, située dans le powiat de Kalisz en voïvodie de Grande-Pologne.